# Warhammer 40,000: Space Marine
Warhammer 40,000: Space Marine — відеогра в жанрі екшену від третьої особи, розроблена компанією Relic Entertainment і видана компанією THQ. Гра вийшла для платформ Xbox 360, PlayStation 3 і PC у вересні 2011 року. Space Marine стала першою грою THQ для PlayStation.
Події гри відбуваються у всесвіті Warhammer 40,000 на планеті Грайя. Гравець бере на себе роль Космодесантника з ордену Ультрамаринів, який бореться з навалою космічних орків на планету, а пізніше і з силами Хаосу.

## Ігровий процес

Тіт у бою з орками

### Основи
Гравець керує капітаном Космодесанту Тітом, на боці якого б'ються ще двоє Космодесантників, Сидонус та Леандр. Гра зосереджена на швидких близьких сутичках, без використання укриттів. У міру проходження гри стають доступні нові вдосконалення, зброя та спорядження. Початковий вибір зброї включає бойовий ніж і болт-пістолет, але з часом гравець отримує інші види зброї, як ближнього бою так і стрілецьку. Головними противниками є орки і сили Хаосу. На боці Хаосу б'ється банда «Обрані Немеротом».
Набір зброї взятий з першоджерела всесвіту Warhammer 40,000 — настільної гри, включаючи зброю ближнього бою (ніж, ланцюговий меч, силову сокиру, громовий молот), легку стрілецьку (болт-пістолет, болтер, плазмовий пістолет, болтер «Кракен» (як вдосконалення болтера)) і важку стрілецьку (болтер «Сталкер», гранотомет «Віплата» (єдина неканонічна зброя), мельта-гармата (надано характеристик дробовика замість протитанкової зброї), шторм-болтер, лазерна гармата, плазмова гармата). Одночасно можливо нести не більше за 4 види зброї. За сюжетом персонажеві періодично дається доступ до стаціонарних гармат і реактивного ранця, що дозволяє перелітати перешкоди та оглушувати ворогів при приземленні. Крім того Тіт здатний нести кілька гранат. Боєприпаси поповнюються у ящиках, розставлених на локаціях.
Силовий обладунок Космодесантника генерує тонке захисне поле навколо себе, яке захищає від рукопашних і стрілецьких атак. Захисне поле поступово відновлюється, коли Космодесантник не отримує ушкоджень. Запас здоров'я не відновлюється аптечками чи регенерацією поза боєм, як це притаманно екшнам. Його шкала поповнюється при проходженні сюжетних контрольних точок. У точках проміжного збереження здоров'я не заповнюється, однак при завантаженні гри з них воно буде повним. Також здоров'я (і захисне поле, якщо шкала здоров'я заповнена) можна відновити в бою — для цього потрібно оглушити спецударом противника і розправитися з ним за допомогою особливого прийому ближнього бою («страти»). У грі наявна система люті, що накопичується при вбивстві ворогів (що зображається заповненням герба Ультрамаринів) і коли досягає максимуму, персонаж може або уповільнювати час при стрільбі, або здійснювати особливо сильні атаки ближнього бою, при цьому швидко відновлюється здоров'я.
У різних місцях впродовж сюжету можна знайти сервочерепи — дрони, що містять аудіозаписи, які дають додаткову інформацію про персонажів та всесвіт гри. Всього є 48 сервочерепів, схованих на локаціях всіх місій, крім двох останніх.

### Мережева гра
У грі наявний мережевий режим, де гравець грає за Космодесантника або Космодесантника Хаосу. За кожну сторону дається на вибір по три класи бійців, залежно від спеціалізації на зброї ближнього бою, легкій стрілецькій або важкій. На відміну від сюжетного режиму, тут доступні стимулятори (тимчасово підвищують стійкість і силу в ближньому бою), світлошумові гранати, важкі болтери та аналоги зброї Космодесанту для Космодесанту Хаосу. Зовнішній вигляд персонажів можна змінювати, включаючи елементи обладунків, емблеми, колір. Набираючи досвід у боях, воїн збільшує рівні свого розвитку, відкриваючи нові елементи оформлення, посилення та обладнання.
У мережевій грі є декілька режимів:
- Захоплення території: перемагає та команда, яка першою набере 1000 очок за захоплення стратегічних точок.
- Анігіляція: перемагає та команда, яка набере 41 очко за вбивства членів ворожої команди.
- Захоплення прапора: мета команди — захопити певну кількість ворожих прапорів, поки вони не зробили те ж саме.
- Екстермінатус: режим на виживання за Космодесант, доданий в жовтні-листопаді 2011 року. Грають до 4 осіб, спільно знищуючи хвилі набігів орків. У кожного з команди 4 життя, повільно поновлювані вбивствами орків. У цьому режимі 21 хвиля супротивників. 20 складаються з орків, остання — з сил Хаосу.
  - Приватний Екстермінатус: гра в режимі Екстермінатус з друзями.
- Звільнений Хаос: Екстермінатус за Хаос, випущений в грудні 2011, відповідно проти орків, Імперської гвардії та Космодесанту
- Штурм дредноута: доданий 24 січня 2012. Кожен бореться сам за себе, гравці змагаються за управління елітною технікою — дредноутом.
  - Приватний бій: те саме, але грають лише друзі[4].

## Сюжет
У вступному ролику відбувається обговорення планів щодо атакованої космічними орками планети Грайя, яка є Світом-кузнею Імперіуму, особливо цінною через Легіон Титанів — рідкісних крокуючих машин. Одна зі сторін пропонує знищення планети (Екстермінатус), інша — висадку Космодесанту, що зрештою і приймається.
Імперський флот з підкріпленнями прибуде ще нескоро, тож капітан Тіт, молодий Леандр і ветеран Сидонус, виявляються єдиним, здатними затримати просування орчої навали до Титана «Непереможний», яким ті планують заволодіти. Тіт, попри порушення Кодексу Астартес (що зауважує Леандр) висаджується на корабель орків, який обстрілює кораблі захисників Грайї в атмосфері. Капітан захоплює його гармату, і знищує двигуни корабля. Судно падає, а Ультрамарин, знайшовши в околицях своїх товаришів, дістається до командного бункера імперських гвардійців. Ватажок орків Грімскалл, однак, виживає та обіцяє знищити Ультрамаринів.
Тіт знайомиться з лейтенантом Мірою Нерон, найстаршою за званням вцілілою гвардійцем на цій планеті. Орки захопили потужну гармату, але Тіт зриває їхню атаку, підклавши замінований снаряд. Він вирушає з товаришами до Мануфакторію Титанів на захопленому орками потязі. Незабаром виявляється, що на планеті знаходиться інквізитор Дроган, який просить про допомогу. Коли Ультрамарин його знаходять, Тіт зауважує, що той має тяжку рану, але інквізитор пояснює свою стійкість відмінним знанням медицини та психічною силою. Він розповідає десантникам, що в його лабораторії є експериментальне джерело енергії, «Осколок варпу», яким можна живити псионічну зброю «Психічний бич», здатну швидко знищити всіх орків на планеті. Тіт змушений самотужки добути джерело енергії, поки орки не викрали його. Взявши пристрій до рук, капітан на подив інквізитора виживає. За допомоги імперських гвардійців Космодесантники супроводжують Дрогана до «Психічного бича». Під час перельоту їхній літак збивають орки, тож решту шляху доводиться долати пішки. Ввійшовши до лабораторії, інквізитор мусить вимкнути системи охорони, що зупиняли навалу ворогів. Тіт із товаришами встигає запустити зброю, Дроган ініціює постріл, спрямований на космічний ліфт, який поширює руйнівну хвилю.
Замість знищення орків відкриваються портали, через які прибувають сили Хаосу на чолі з лордом Немеротом. Немерот розповідає як інквізитор Дроган, майже завершивши свою зброю, був убитий незадовго до зустрічі з Тітом і за допомогою сил Хаосу перетворений на маріонетку Немерота. Лиходій знищує маріонетку і готується вбити Ультрамаринів. Капітан Тіт проявляє певну опірність силі Хаосу. Немерот каже, що тільки людина, що має глибокий зв'язок з варпом, може чинити опір цьому. Несподівано з'являється Грімскалл, сходячись із лордом Хаосу в бійці. Космодесантники відступають і вирішують знищити космічний ліфт аби закрити утворений навколо портал.
Леандр, згадуючи приписи Кодексу про стійких до впливу Варпу людей, починає підозрювати Тіта в єресі. Через деякий час Тіт зустрічається з орчим ватажком Грімскаллом і перемагає його, після чого вцілілі орки втікають. Космодесантники вирушають назад до ангара Титанів і, давши «Непереможному» енергію від «Осколка варпу», обстрілюють з його знарядь ліфт, закриваючи підтримуваний ним портал у Варп. Загін збирається вивезти джерело енергії з планети, подалі від замкнених на ній сил Хаосу, але Немерот вбиває Сидонуса і захоплює «Осколок варпу», збираючись з його допомогою знову відкрити портал. Збираючи сервочерепи, Тіт може дізнатися, що Дроган знайшов «Осколок варпу» і демонічні сили прагнули його забрати назад.
Тіт направляється до Немерота, який переконаний, що за повернення «Осколка варпу» богам Хаосу ті перетворять його на князя демонів. У цей час прибуває флот Імперіуму з Космодесантниками ордену Кривавих Воронів і починає звільняти планету, а Тіт піднімається на самий верх Шпиля, де і знаходить лорда Хаосу, який вже почав перетворюватися. Капітан пробивається через його охорону і разом з собою зіштовхує вниз напівдемона. В польоті Тіт б'ється з Немеротом і в підсумку вбиває його голими руками, а осколок розламує, після чого капітана підхоплює літак.
Невдовзі на Грайю прибуває інквізитор Тракс. Виявляється, він з'явився за донесенням Леандра на Тіта, якого бере під варту через підозру в єресі. Інквізитор заявляє, що коли той відмовиться піти з ним, всі Ультрамарини під командуванням капітана опиняться під підозрою в єресі. Щоб не осоромити побратимів, Тіт здається йому. Наприкінці він говорить Леандрові, що той так і не зрозумів чому насправді вчить Кодекс.

## Головні персонажі
- Капітан Тіт (англ. Captain Titus) — головний герой, капітан Другої роти Ультрамаринів. Він веде Ультрамаринів в кампанії на Грайї. Переконаний, що Кодексу Астартес, яким керуються Космодесантники, не завжди варто слідувати дослівно. Володіє опірністю до впливу сил Хаосу, що однак викликає у Леандра підозри щодо його відступництва. Тіт неканонічний персонаж, згідно літератури за всесвітом Warhammer 40,000, капітаном Другої роти є Като Сикаріус (англ. Cato Sicarius).
- Сержант Сидон (англ. Sergeant Sidonus) — ветеран-сержант Космодесанту, заступник командира Тіта. Старий і розсудливий сивий боєць, права половна обличчя якою спотворена опіком.
- Леандр (англ. Leandros) — молодий Ультрамарин. Бойовий брат віком близько 75 років (вважається молодим як на Космодесантника). Фанатично довіряє своїм старшим товаришам і Кодексу Астартес. Коли зауважує ставлення Тіта до Кодексу Астартес і його таємничі здібності, доносить про це Інквізиції.
- Лейтенант Міра (англ. 2nd Lieutenant Mira) — жінка з 203-го Кадіанського полку, котра зі своїми бійцями зупинилася на Грайї перед відправкою на іншу планету. Виявилася найстаршою за званням з уцілілих на всій Грайї після нападу орків. Прибуття Космодесанту надихає її посилити боротьбу і її війська неодноразово зустрічаються Тіту впродовж гри.
- Інквізитор Дроган (англ. Inquisitor Drogan) — радикальний інквізитор з Ордо Ксенос, який розробляв джерело енергії на основі сил Варпу потай від влади Грайї. Постійно замовчує різні факти щодо своєї роботи і викликає в Тіта стурбованість через свою рану, начебто завдану орками, яка однак не вельми заважає йому. Врешті виявляється маріонеткою Хаосу, оживленим силами Варпу тілом, тоді як насправді інквізиторр загинув незадовго до зустрічі з Ультрмаринами.
- Немерот (англ. Nemeroth) — лідер банди Хаосу «Обраних Немеротом», яка вторглася на Грайю. Його метою є, маніпулюючи Дроганом, перенести на планету війська і в нагороду за вчинену різанину стати князем демонів. Врешті йому це вдається, але Тіт убиває лиходія в двобої.
- Грімскалл (англ. Grimskull) — воєначальник орків, які напали на Грайю. Після зіткнення з Космодесантом його метою, окрім загарбати і розграбувати планету, стає убити Тіта та його товаришів. Був убитий Тітом після вторгнення сил Хаосу.

## Оцінки
| Агрегатор    | Оцінка                                        |
| ------------ | --------------------------------------------- |
| GameRankings | 78.13% (X360) 72,53 % (PS3) 75,92 % (Windows) |
| Metacritic   | 76 (X360) 70 (PS3) 74 (Windows)               |

| Видання      | Оцінка     |
| ------------ | ---------- |
| Edge         | 7/10       |
| Eurogamer    | 6/10 (PS3) |
| GameSpot     | 7.0/10     |
| GameTrailers | 7.6/10     |
| IGN          | 7.5/10     |

Warhammer 40000: Space Marine отримала переважно позитивні відгуки від критиків, здобувши середню оцінку 76/100 для Xbox 360, 70/100 для PlayStation 3 та 74/100 для Windows на агрегаторі Metacritic. На GameRankings оцінки склали відповідно 78%, 72,5% і 75,9%.
Сайт IGN високо оцінив представлення всесвіту Warhammer 40,000 і різноманітність противників. GamePro похвалили візуальну складову гри і суміш шутера зі слешером в геймплеї, але розкритикували кампанію, стверджуючи, що вона є лінійною і дещо з ігрового оточення є нудним.
Гра також отримала переважно позитивні відгуки від гравців, особливо тих, які вже були зацікавлені її всесвітом. Разом з тим, фанати Warhammer 40,000, близько знайомі з першоджерелами, такими як настільна гра, відзначили велику кількість грубих невідповідностей між відеогрою та її першоджерелами. Так, на самому початку гри висувається пропозиція провести Екстермінатус планети, що за каноном є крайнім заходом, який застосовують коли війна на поверхні не дала результатів. Капітан свідомо порушує Кодекс, хоча Ультрамарини відомі саме тим, що невідступно слідують йому, не дозволяючи вільних трактувань. До того ж головний герой носить відзнаки і оснащення, невідповідні його званню.